# Beyendorf-Sohlen

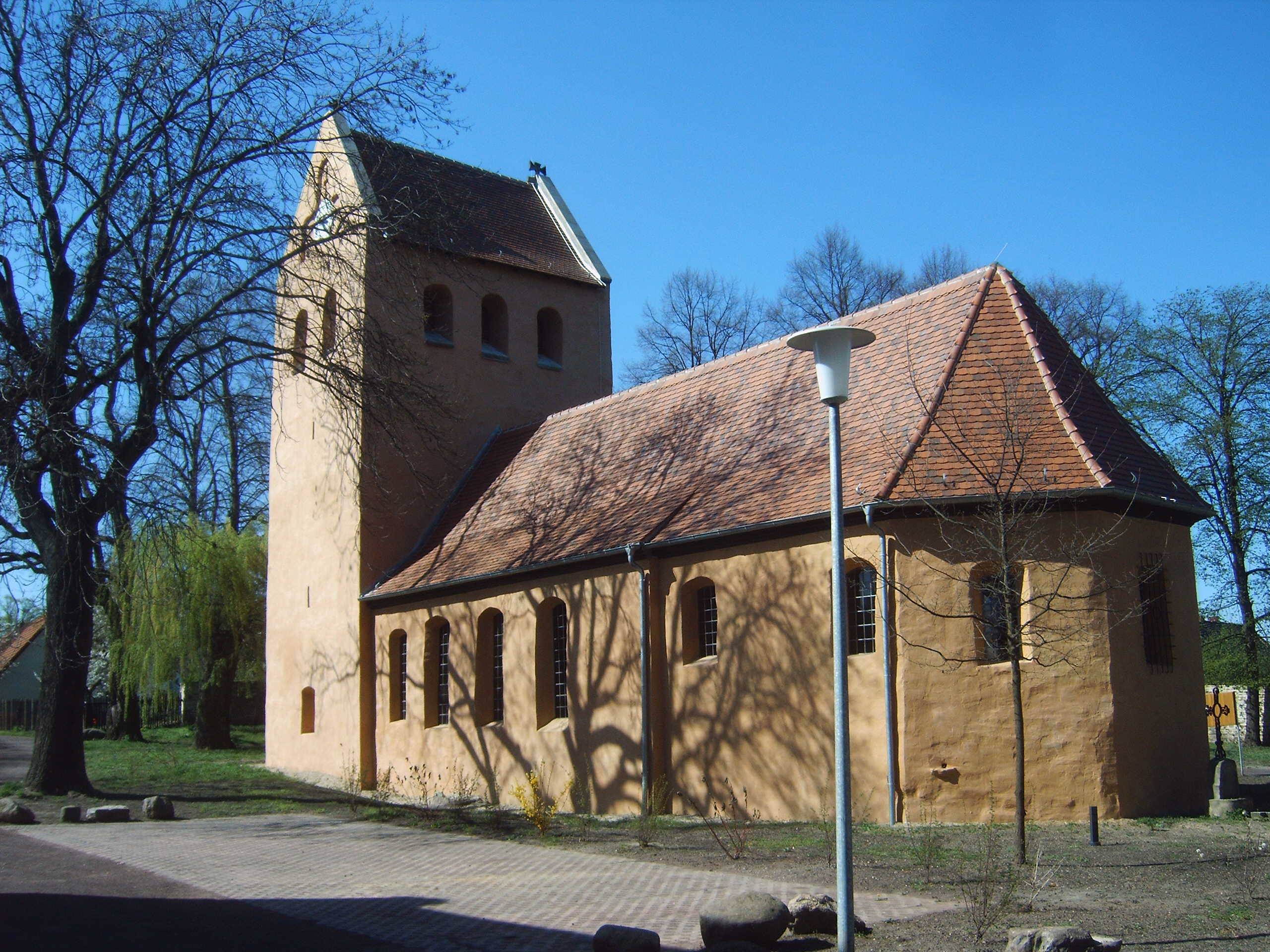
Petrikirche in Beyendorf

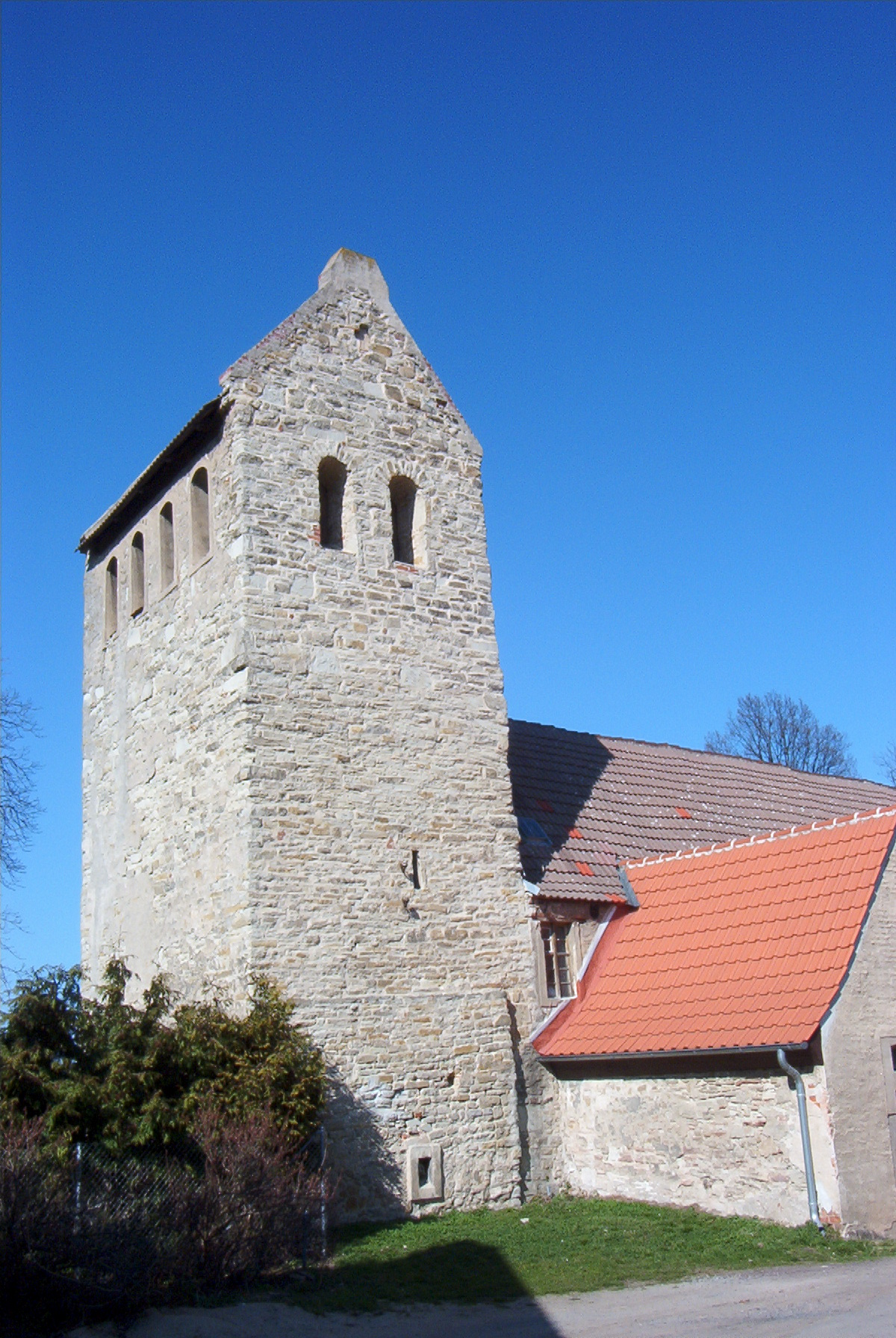
Kirche in Sohlen

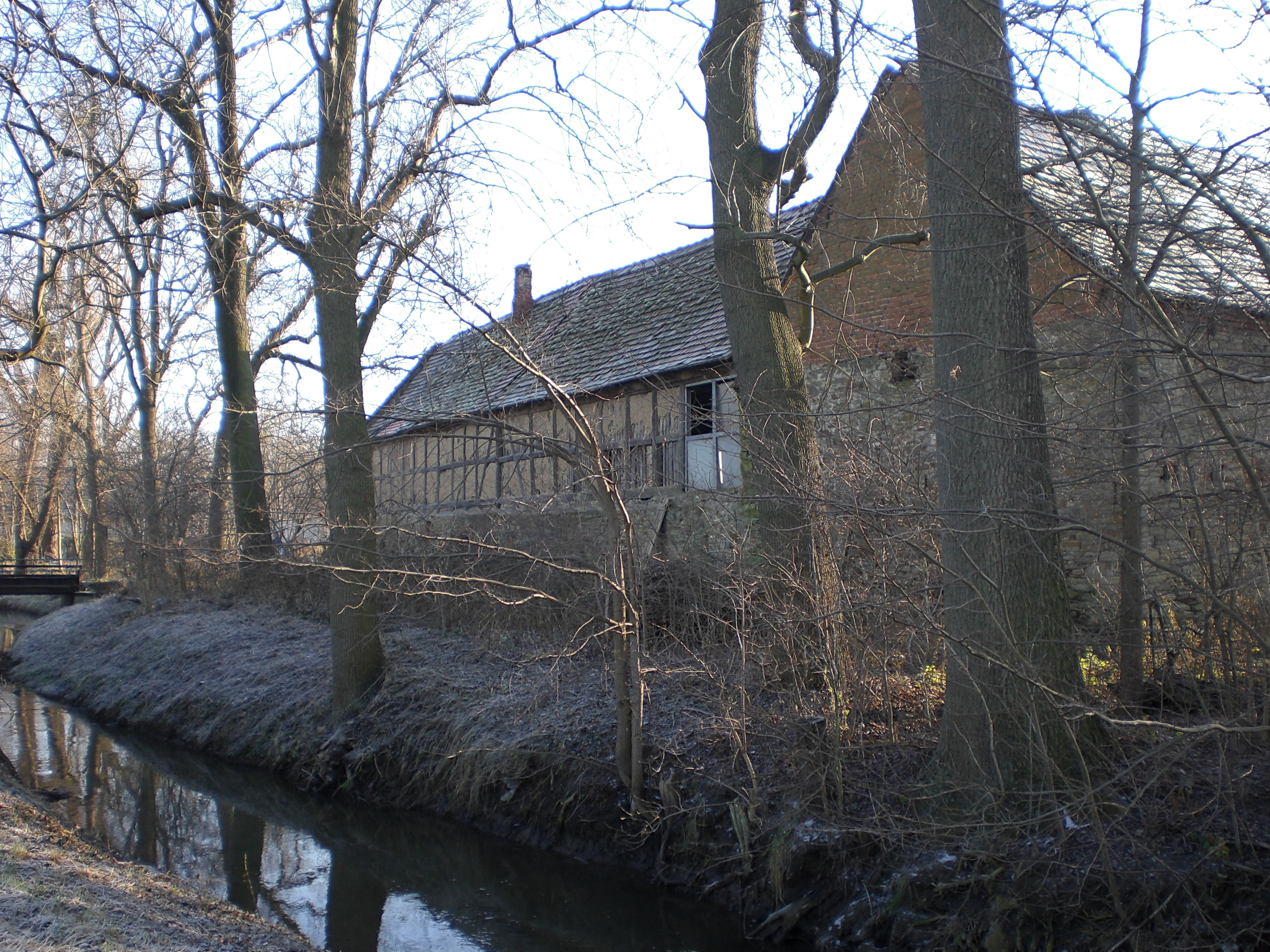
Sohlener Mühle

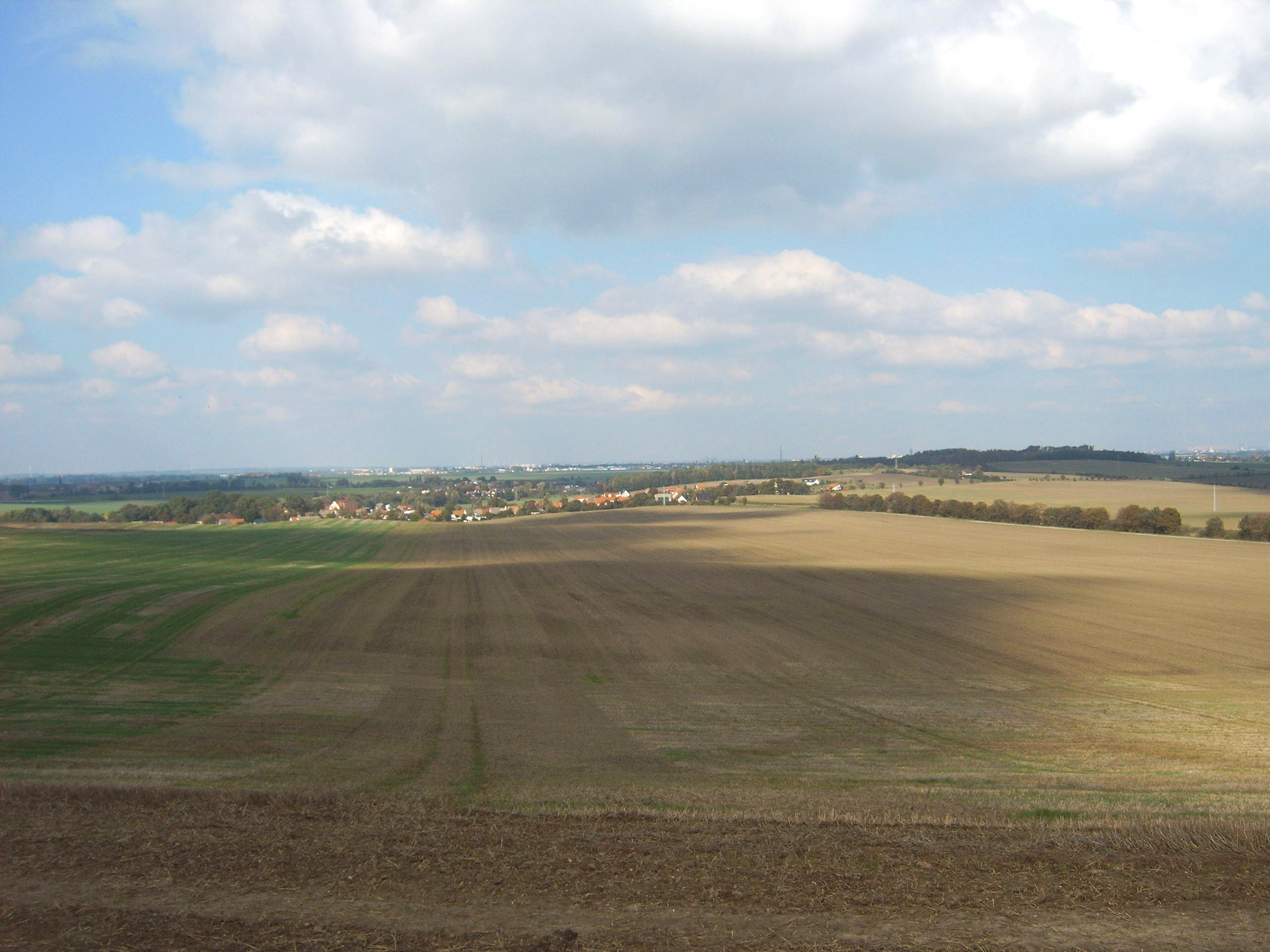
Blick vom Kreuzberg in Richtung Sohlen, rechts die Sohlener Berge, im Hintergrund Magdeburg

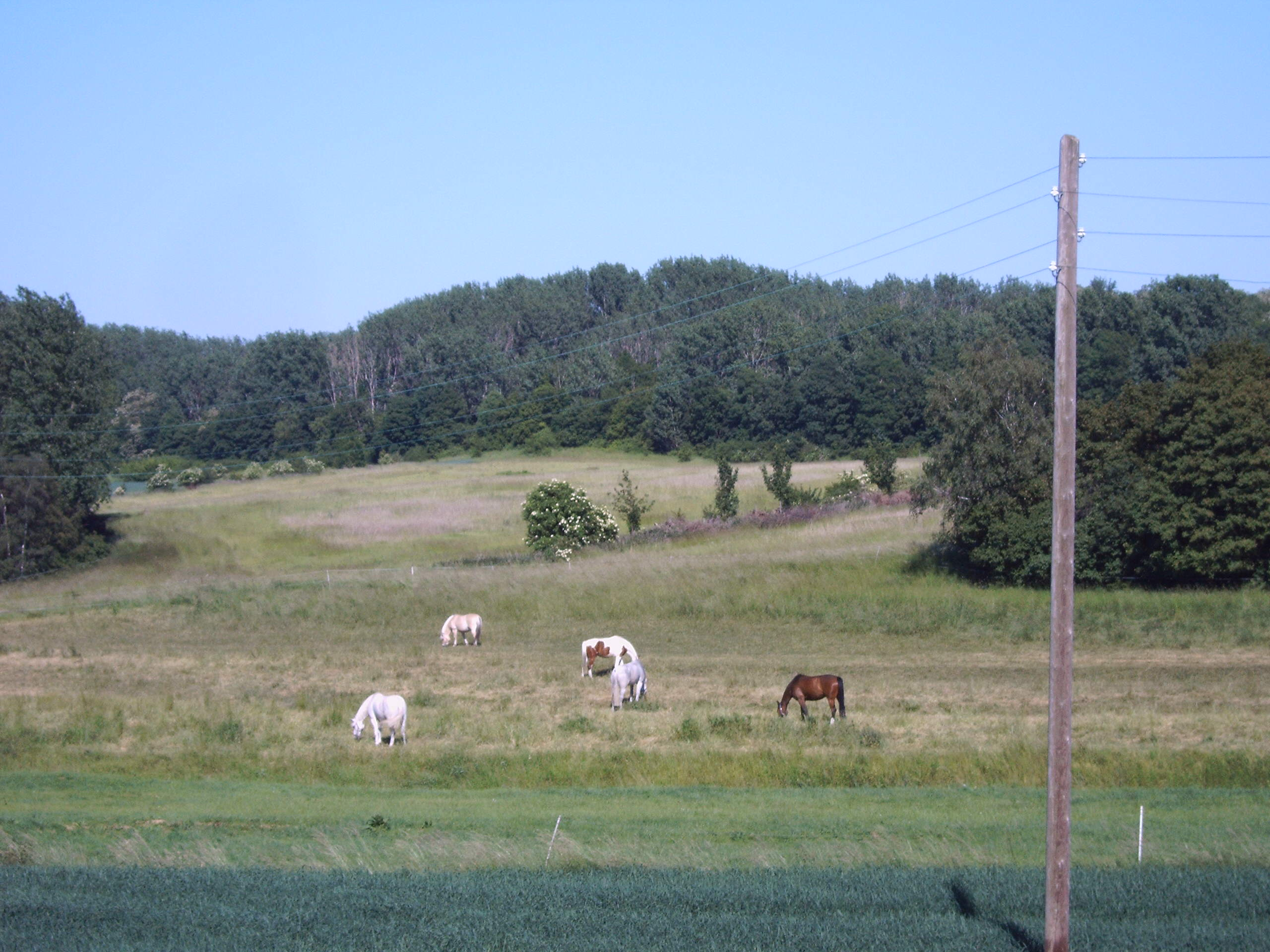
Blick von Beyendorf in Richtung Sohlener Berge

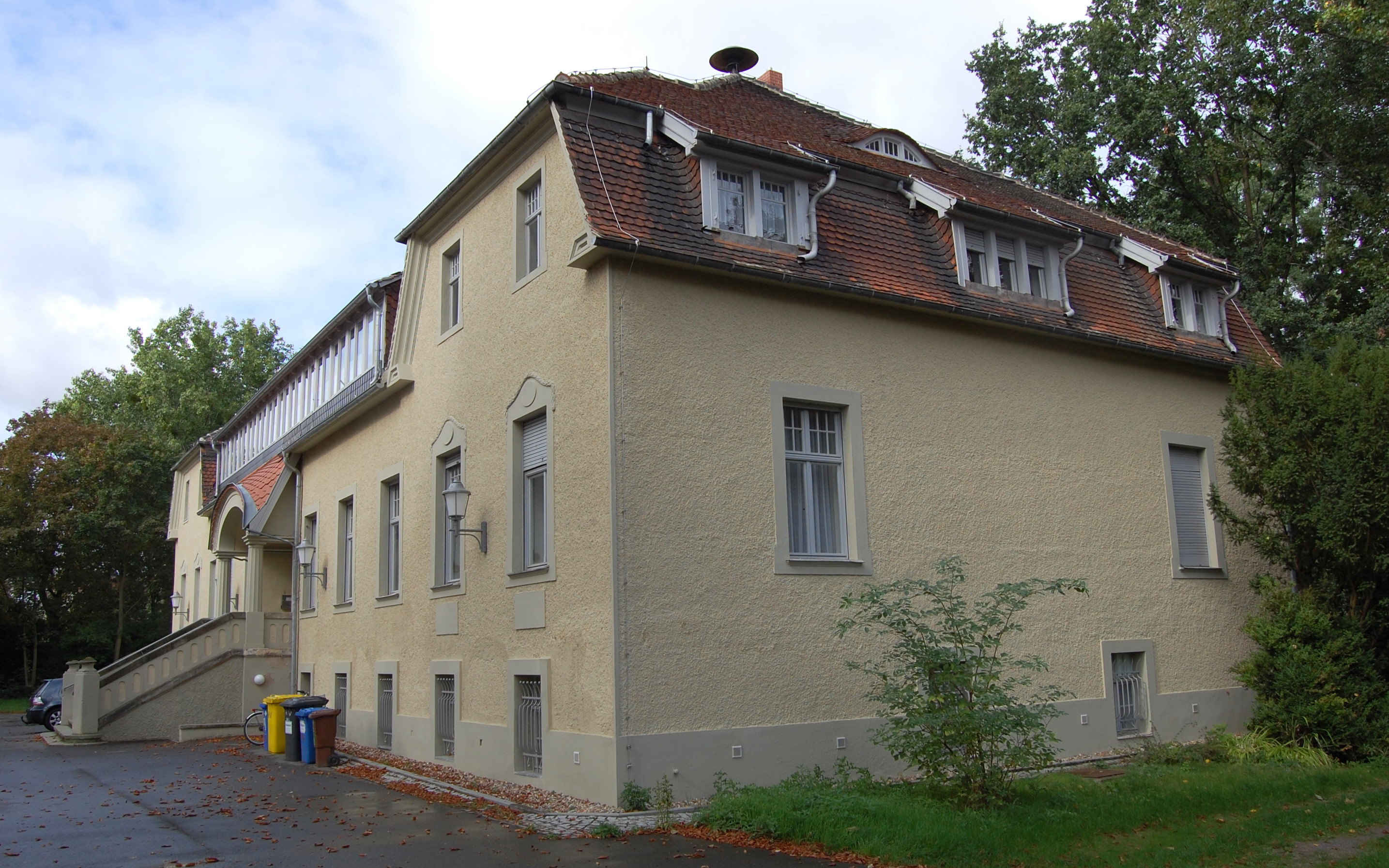
Gutshaus Sohlen

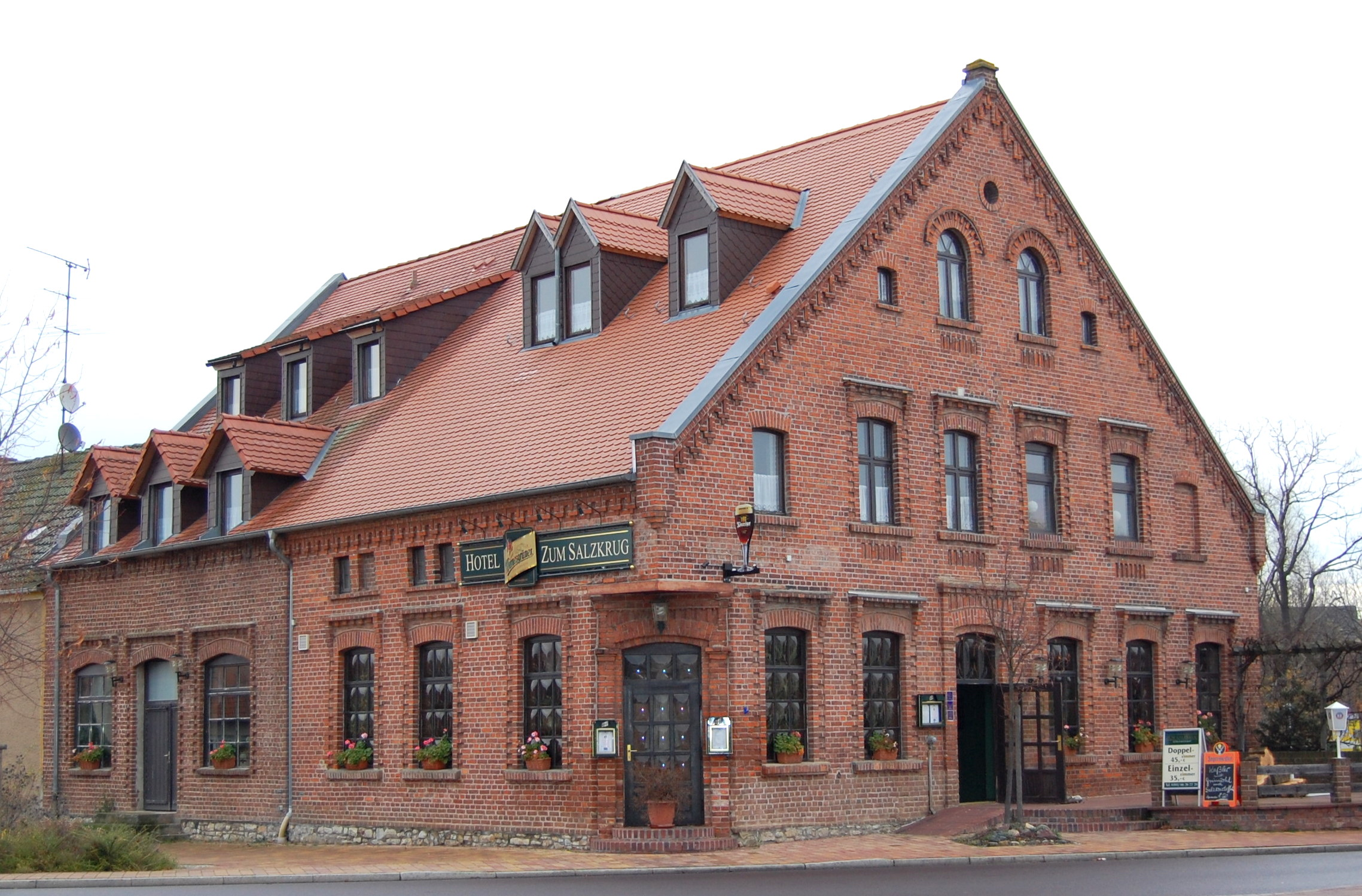
Salzkrug

Beyendorf-Sohlen ist ein Stadtteil im Süden der Stadt Magdeburg.

## Einwohner und Fläche
Der dörflich strukturierte, in einiger räumlicher Entfernung zur Kernstadt gelegene Stadtteil erstreckt sich über 8,1435 km² und hat 1262 Einwohner (Stand 31. Dezember 2021).

## Lage und Verkehr
Beyendorf-Sohlen besteht aus den Ortsteilen Anker, Beyendorf und Sohlen. Während die kleine Ansiedlung Anker direkt an der Landesstraße L50 liegt, liegen die ein in Nord-Süd-Richtung ausgerichtetes Doppeldorf bildenden Ortsteile Beyendorf und Sohlen abseits des Durchgangsverkehrs. Direkt östlich der Ortslage erhebt sich die bewaldete Hügelkette der Sohlener Berge, die jedoch bereits zur Gemarkung des Stadtteils Salbke gehören. Südlich befindet sich der Kreuzberg. Durch den Ort fließt die Sülze. In Beyendorf befindet sich der kleine Beyendorfer Teich. Westlich am Ort vorbei führt die Bundesautobahn 14. Der Haltepunkt Beyendorf liegt an der Bahnstrecke Magdeburg–Halberstadt–Thale. Es halten die Regionalbahnen von Magdeburg nach Oschersleben im Zweistundentakt. Der nächstgelegene Fernbahnhof ist Magdeburg Hauptbahnhof.

## Geschichte
Die erste urkundliche Erwähnung stammt von 936. Am 13. September dieses Jahres schenkte Otto I. unter anderem auch Beiendorpe dem Stift Quedlinburg. Die erste Erwähnung des südlich von Beyendorf gelegenen Sohlen datiert aus dem Jahr 964. Markgraf Gero erwähnt in einer Aufstellung über die von ihm dem von ihm gegründeten Nonnenkloster Gernrode vermachten Stiftungen auch eine Hufe Acker in Sohlen.
Beide Orte erlangten im Mittelalter und der frühen Neuzeit eine gewisse wirtschaftliche Bedeutung, da hier Salzgewinnung betrieben wurde. Sohlen führte die Bezeichnung Flecken, was eine gegenüber Dörfern herausgehobene Stellung verdeutlicht. Von 1299 bis 1726 existierten in beiden Orten Salzwerke. 1601 hatten die Brüder Mathias und Paulus Meth in Sohlen ein Gradierwerk errichtet. Um 1670 werden für Sohlen 11 Siedehäuser und ein Solebrunnen erwähnt. Mit dem Ende der Salzwirtschaft dominierte in beiden Dörfern dann die Landwirtschaft.
Mitte des 19. Jahrhunderts setzte in den östlich an der Elbe gelegenen Dörfern Buckau, Fermersleben, Salbke und Westerhüsen eine zunehmende Industrialisierung ein. Durch den Bau einer noch heute bestehenden Eisenbahnlinie mit einem Bahnhof in Beyendorf wurden die Dörfer an die später nach Magdeburg eingemeindeten Industriegebiet angeschlossen. Viele Einwohner arbeiteten nun in der Industrie. Im nördlichen Teil Beyendorfs entstanden in überschaubarer Zahl Mietshäuser.
Nach der Machtergreifung der Nationalsozialisten 1933 wurde der Vorsitzende der Beyendorfer SPD, Gustav Dietz, verhaftet.
Nach dem Zweiten Weltkrieg erfolgte auch in Beyendorf und Sohlen eine Bodenreform. Die bisher beherrschenden Gutshöfe Maikath und Schäper wurden enteignet. Das Gut Maikath wurde zunächst Stadtgut und ab 1949 Volkseigenes Gut. Das Gut Schäper wurde unter Kleinbauern, Industrie- und Landarbeitern aufgeteilt. Im Sommer 1945 kam es in Beyendorf zu einem Achtfach-Mord an der Familie Mittag, den Besitzern der Beyendorfer Wassermühle an der Sülze. Der Fall war später im Jahr 1984 Vorbild für die Doppelfolge Schwere Jahre des Polizeirufs 110. Autor und Regisseur der Folge war der aus Lüttgen-Salbke stammende Hans Joachim Hildebrandt, der nach Bekanntwerden des Verbrechens als Jugendlicher selbst zum Tatort gelaufen war.
Am 20. Juli 1950 wurde Sohlen nach Beyendorf eingemeindet. Einige Sohlener Kleinbauern gründeten am 18. Februar 1953 die Landwirtschaftliche Produktionsgenossenschaft LPG Freies Volk. 1960 entstand hier die LPG Sülzetal und in Beyendorf die LPG Rieseberg.
Nach der Wende von 1989 und der deutschen Wiedervereinigung wurden die LPGen aufgelöst. Die Landwirtschaft wird jedoch von Wiedereinrichtern fortgeführt. Ende des 20. Jahrhunderts stieg die Einwohnerzahl aufgrund neu ausgewiesener Baugebiete um mehr als ein Drittel an.
Am 1. April 2001 erfolgte die Eingemeindung Beyendorfs nach Magdeburg. Die bis dahin noch getrennt bestehenden Freiwilligen Feuerwehren wurden vereinigt und ein neues Feuerwehrhaus an der Grenze der beiden Ortsteile errichtet.

## Bauten, Denkmäler, Grünanlagen
Die im Stadtteil vorhandenen Kulturdenkmale sind im örtlichen Denkmalverzeichnis aufgeführt.
Besonders bemerkenswerte Anlagen sind:

### Beyendorf
- St. Petrus und Paulus und Pfarrhof Beyendorf
- Friedhof Beyendorf
- Etgersches Gut

### Sohlen
- Sankt-Egidius-Kirche
- Sohlener Mühle
- Friedhof Sohlen
- Gutshof Sohlen mit Gutspark und Gedenkstein an Ernst Thälmann
- Salzkrug

## Wirtschaft
Die Wirtschaft des Dorfes ist noch landwirtschaftlich geprägt. Es bestehen (Stand 2003) 8 Mitgliedsbetriebe der IHK und 17 der Handwerkskammer. Im Ortsteil Anker bestehen entlang der Landesstraße Beherbergungsbetriebe. Auch in Sohlen gibt es ein Hotel sowie eine Gaststätte.

## Persönlichkeiten
In Beyendorf geboren wurden:
- Carl Christoph Gottlieb Zerrenner (1780–1851), deutscher Pädagoge, Theologe und Schriftsteller. An seinem Geburtshaus, dem Pfarrhaus der Beyendorfer Petrikirche, befindet sich eine Hinweistafel auf ihn. Sein Vater der Theologe Heinrich Gottlieb Zerrenner war von 1775 bis 1788 Pfarrer in Beyendorf.
- Gustav Dietz (1900–1979), Politiker der USPD, SPD und später SED.
- Walter Basan (1920–1999), deutscher Schriftsteller und Hörspielautor.

Sonst mit Beyendorf verbunden war:
- Wilhelm Weitling (1808–1871). Der bekannte Arbeiterführer besuchte seine in Beyendorf lebende Mutter. Er traf hier um 1844 mit Magdeburger Mitgliedern des Bundes der Gerechten zusammen.

In Sohlen geboren wurde:
- Friedrich Ludwig Schaeper (1902–1984), deutscher Landwirt und Gutsbesitzer. Er war der Sohn des Sohlener Gutsbesitzers Ludwig Schaeper und führte das in der Zeit des Nationalsozialismus zum Mustergut ernannte Gut Peseckendorf.

Sonst mit Sohlen verbunden war:
- Franz Rekowski (1891–1945), deutscher Widerstandskämpfer gegen den Nationalsozialismus. Er arbeitete bis 1926 beim Bauern Eilendorf.

Mit Sohlen verbunden ist:
- Wolfgang Roßdeutscher (* 1945). Der Steinmetz und Bildhauer lebt und arbeitet in Sohlen.

## Politik
Der Ortschaftsrat Beyendorf-Sohlen besteht aus 9 Mitgliedern. Zurzeit sind 7 Sitze besetzt.
Zusammensetzung des Ortschaftsrates, Ergebnisse laut den Kommunalwahlen vom 26. Mai 2019 und der Ergänzungswahl am 1. Dezember 2019:
- Ulrich Schrader – Einzelbewerber (492 Stimmen)
- Niko Zenker – SPD (322 Stimmen)
- Frank Thiel – DIE LINKE (321 Stimmen)
- Anja Maahs – Heimatverein Beyendorf-Sohlen (281 Stimmen)
- Christa Brandstetter – Einzelbewerberin (305 Stimmen)
- Cindy Reichert – Einzelbewerberin (286 Stimmen)
- Evelyn Könnecke – Einzelbewerberin (275 Stimmen)

Am 22. Juli 2019 wurde durch den Ortschaftsrat Niko Zenker zum Ortsbürgermeister gewählt. Der am 26. Mai 2019 gewählte Einzelbewerber Jürgen Tiedge verstarb im Dezember 2019.
Übersicht Ortsbürgermeister:
- Siegfried Geue von 2001 bis 2009
- Otto Preuß von 2009 bis 2011
- Siegfried Geue von 2010 bis 2019
- Niko Zenker seit 2019